# 鹿児島市立東桜島中学校
鹿児島市立東桜島中学校（かごしましりつ ひがしさくらじまちゅうがっこう）は、鹿児島県鹿児島市東桜島町にある市立中学校。

## 沿革
- 1947年5月1日 - 東桜島村立東桜島中学校として開校。同時に黒神に東桜島村立東桜島中学校黒神分校が設置される[1]。
- 1950年10月1日 - 東桜島村が鹿児島市に編入されたのに伴い、鹿児島市立東桜島中学校に改称。黒神分校は鹿児島市立東桜島中学校黒神分校となる。
- 1954年4月1日 - 黒神分校が独立し、鹿児島市立黒神中学校となる[1]。
- 1949年4月 - 新校舎が竣工。

## 通学区域
東桜島中学校の通学区域は以下の町丁の区域が指定されている。
- 野尻町
- 持木町
- 東桜島町
- 古里町
- 有村町